# 9165 Raup
9165 Raup este o planetă minoră (asteroid), cu un diametru de 4,839 km, din centura de asteroizi. A fost descoperită pe 27 septembrie 1987 la Observatorul Palomar de Carolyn S. Shoemaker și a fost numită după David M. Raup⁠(d). 
Obiectul prezintă o orbită caracterizată de o semiaxă mare de 1,9861147 UAi, o excentricitate de 0,1, o înclinație de 24,59587 ° în raport cu ecliptica.